# Acanthosaura phuketensis
Espèce
Acanthosaura phuketensis est une espèce de sauriens de la famille des Agamidae.

## Répartition
Cette espèce est endémique de Ko Phuket en Thaïlande.

## Description
Ce lézard au dos hérissé d'une crête d'épines mesure jusqu'à 123,5 mm sans la queue.

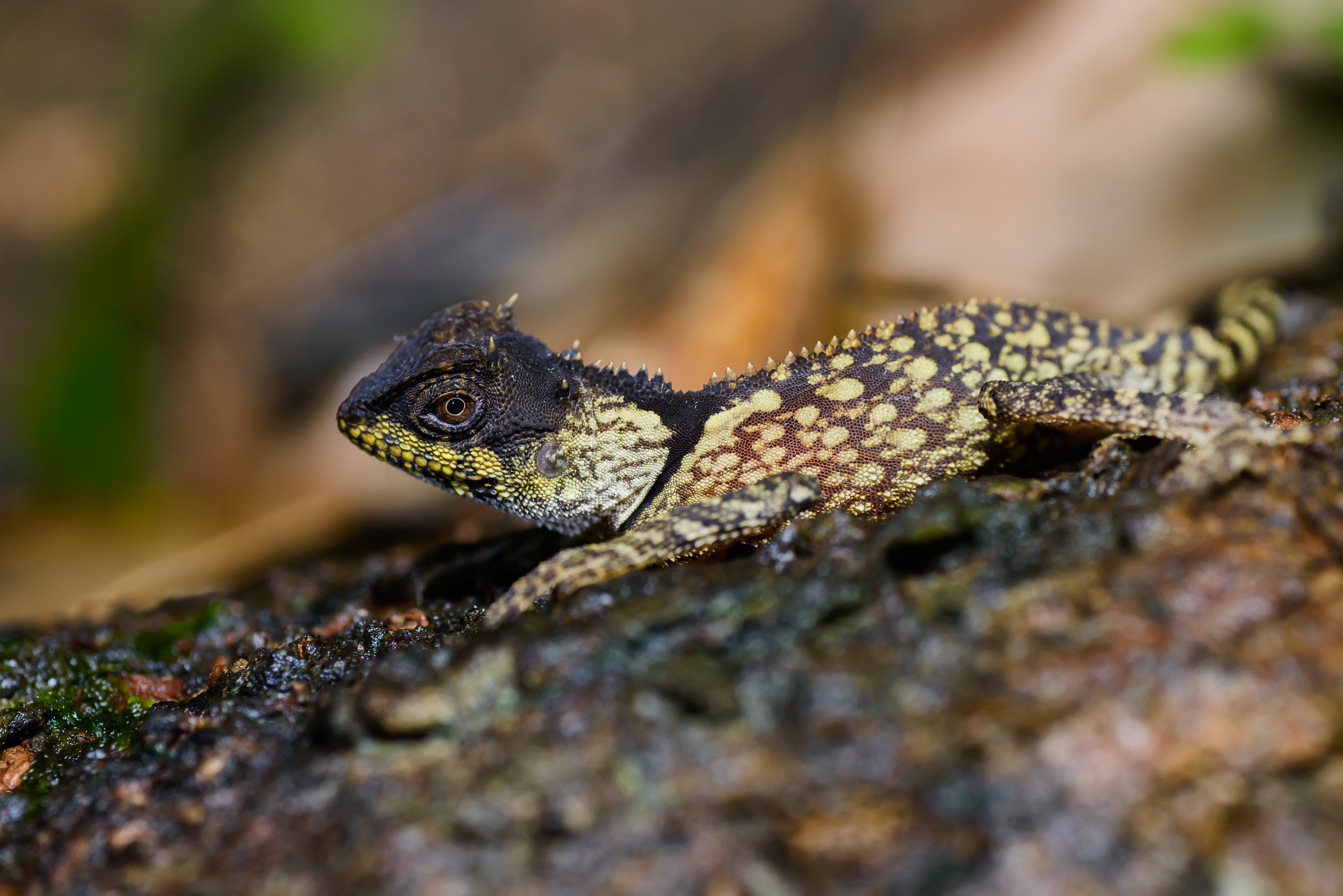
Jeune acanthosaura phuketensis

## Étymologie
Son nom d'espèce, composé de phuket et du suffixe latin -ensis, « qui vit dans, qui habite », lui a été donné en référence au lieu de sa découverte en 2015, l'île de Phuket.

## Publication originale
- Pauwels, Sumontha, Kunya, Nitikul, Samphanthamit, Wood & Grismer, 2015 : Acanthosaura phuketensis (Squamata: Agamidae), a new long-horned tree agamid from southwestern Thailand. Zootaxa, no 4020 (3), p. 473–494.